# Kawai Eijirō
Kawai Eijirō (japanisch 河合 栄治郎; geboren 13. Februar 1891 in Tōkyō; gestorben 15. Februar 1944 daselbst) war ein japanischer Verfechter einer sozialliberalen Gesellschaftsordnung.

## Leben und Wirken
Kawai Eijirō studierte politische Wissenschaften an der Universität Tōkyō und unterrichtete an seiner Alma Mater von 1920 bis 1939. Kawai wurde zum Teil beeinflusst von den Thesen des englischen Idealisten Thomas Hill Green, der die Bedeutung der individuellen Selbstverwirklichung betont hatte.
Bereits als Student stieß Kawai auf die schlechten Bedingungen, unter denen die Industriearbeiter in Japan arbeiten mussten. Um ihre Wohlfahrt unterstützen zu können, arbeitete er als Fabrik-Inspektor des Ministeriums für Landwirtschaft und Handel. Als seine Vorgesetzten sein Positions-Papier zurückwiesen, das er für die ersten Konferenz der Internationalen Arbeitervereinigung ILO im Jahr 1919 verfasst hatte, verließ er das Ministerium und wurde Universitätsprofessor.
Kawai befürwortete eine weitgehende Übernahme von Unternehmen der Grundversorgung, ähnlich der Linie, wie sie die englische Labour Union verfolgte, und im Gegensatz zur Line der Marxisten, Kommunisten und Faschisten. Er hörte nicht auf, seine Stimme gegen das zunehmend totalitäre Japan mit dem Beginn der dreißiger Jahre zu erheben. 1938 wurde er wegen Verbreitung von gefährlichen Ideen westlicher Länder unter dem Publikationsgesetz von 1893 gezwungen, seine Stellung in einer Fakultät der Universität aufzugeben. Der „Fall Kawai Eijirō“, das größte juristische Verfahren im Japan jener Zeit, indem es um Gedankenfreiheit ging, dauerte sechs Jahre und endete mit einer Verurteilung Kawais. Er starb bald darauf.
Kawai hinterließ zahlreiche Veröffentlichungen, darunter „Die Gedankenwelt des Thomas Hill Green“  (トーマス・ヒル・グリーンの思想体系) 1930, „Kritische Biografien von Denkern zur Gesellschaft“ (社会思想家評伝) 1936. Seine „Gesammelten Werke“ (河合栄治郎全集, Kawai Eijirō zenshū) wurden von 1967 bis 1970 in 23 Bänden und einem Extraband von der „Shakai Shisō Kenkyūkai“ (社会思想研究会) herausgegeben.
Kawai hatte zahlreiche Anhänger, sowohl in der Gelehrtenwelt (s. Yasui Takuma) als auch in der Unternehmerwelt.